# Sitek
Sitek, właśc. Adrian Sławomir Kryński (ur. 1 kwietnia 1990 we Wrocławiu) – polski raper i autor tekstów. Członek nieaktywnego już zespołu TWL. Muzyk prowadzi także solową działalność artystyczną. Współpracował ponadto m.in. z takimi wykonawcami jak raperzy Tede, Pezet, DonGuralesko, Donatan, Pih, Chada, Ero, Quebonafide, Kajman, Bezczel, VNM, Białas, Paluch grupą hip-hopową Rasmentalism czy piosenkarką Cleo.
2 grudnia 2016 roku premierę miał jego debiutancki album studyjny, Wielkie Sny. Płyta osiągnęła duży sukces komercyjny docierając do 5. miejsca Polskiej listy sprzedaży – OLiS sprzedając się w 40.000 kopii zdobywając tym samym status platynowej płyty. Singiel "Chodź ze mną" zadebiutował na 20. miejscu listy Gorąca 20 radia Eska, zaś singiel "Moja Natura" dotarł do 1. miejsca listy Hip-hop.tv też radia Eska.
Według portalu internetowego Glamrap.pl został przyznany mu Debiut Roku w 2016. Raper został nominowany do tytułu Polski artysta roku 2016 w plebiscycie WuDoo i Hip-hop.

## Biografia

### 2003–2015: Początki kariery
Początki jego kariery sięgają roku 2003, kiedy wraz z Poterą stworzyli skład TWL i nagrali płytę pt. Terror w liryce. Przez następne 3 lata pracowali nad następną płytą pt. Ja kradnę bity. Ostatecznie pracę nad nią zostały porzucone. Latem 2009 roku w pierwszym singlu EP Demo rapera Busza, pt. "Czyja jest gra" udziela się gościnnie. W 2010 roku raper udzielił się gościnnie na mixtape Temate/DJ Prox "O jeden joint za daleko" w utworze "Nie ma mnie tam". W lipcu 2012 roku raper Sokół powiedział, że chętnie widział by Sitka w swojej wytwórni Prosto. 28 sierpnia 2011 roku raper wydaje w wytwórni Lucky Dice Music swój pierwszy singiel wraz z teledyskiem pt. „Ból” z gościnnym udziałem rapera Ero. Za produkcje muzyczną odpowiedzialny jest Buszu. Raper tym samym zapowiada swoją pierwszą płytę, którą ma zamiar wydać w wytwórni Lucky Dice Music. Wytwórnia Lucky Dice informuje że album rapera ukaże się w 2013 roku. 10 września 2011 udzielił się gościnnie na płycie rapera Chady WGW w utworze "Niesiemy prawdę" wraz z m.in. Pezet, Pih, DonGuralesko. 24 października 2012 roku dograł się gościnnie do utworu DonGuralesko pt. „Pięć” z albumu Projekt Jeden z życia moment oraz tego samego roku dograł się do piosenki pt. "Zew" z albumu Donatana Równonoc. Słowniańska dusza, który uzyskał status diamentowy.
W czerwcu 2013 roku wystąpił gościnnie na 37. urodzinach Tedego w Mielnie. 19 października 2013 roku wspierał rapera The Game podczas  koncertu w Krakowie. W roku 2013 udzielił się jeszcze gościnnie na albumie Tedego pt. Elliminati w utworze "Oni wiedzą" oraz w utworze "Radio 5g FM" z albumu Prototyp rapera Kajman.  21 lutego 2014 roku ukazał się drugi singiel Sitka pt. "Pomóż mi wstać" wraz z teledyskiem, w którym możemy usłyszeć jak raper Sokół chwali artystę. Utwór uzyskał status "Video dnia" i został dobrze przyjęty przez serwis Popkiller oraz bił rekordy popularności w serwisie YouTube. Pozytywnie na temat utworu wyraził się również raper Kajman, chociaż inni zarzucali artyście że w utworze brzmi podobnie do rapera VNM czy Drake. Nie przychylnie na temat utworu wypowiedział się również raper Szad. Teledysk zajął 6. miejsce w "Podsumowanie roku 2014: Najpopularniejszy teledysk" sporządzonego przez serwis Popkiller. Singiel sprzedał się w 20 000 sztuk i zdobył status platynowy. W lutym 2014 roku raper odmówił wzięcia udziału w utworze „Posse cut” projektu White House, którym miał na celu zebranie raperów z Wrocławia. Tego samego roku raper udzielił się gościnnie na albumie Donatana i Cleo Hiper/Chimera w utworze „Cicha Woda”. Utwór stał się hitem w rozgłośniach radiowych, docierając do 1. miejsca na liście AirPlay - Nowości oraz został nominowany do ESKA TV Award w kategorii Najlepsze Video. 30 grudnia 2014 wyszedł trzeci singiel promujący płytę artysty pt. „Trudny charakter”, jednocześnie miał się znajdować na składance Lucky Dice Radio vol.1 ale ostatecznie się tam nie ukazał. 20 marca 2015 wytwórnia Lucky Dice Music, kończy działalność, tym samym pozostawiając rapera bez wytwórni i nie wydając jego płyty. Jak sam raper przyznał zakończył on jakąkolwiek współpracę z ową wytwórnią. Tego samego roku Sitek udziela się gościnnie na płycie Ezoteryka rapera Quebonafide w utworze "Ciuchy, kobiety". Ruszył on też w trasę koncertową Dream Team Tour wraz z VNM, Rasmentalism, Gedz, Sarius, JNR odwiedzając takie miasta jak Warszawa, Poznań, Kraków czy Gdańsk. Trasę koncertową promuje utwór o takiej samej nazwie nagrany przez artystów występujących w niej. 3 października 2015 raper wydał czwarty singiel promujący płytę, pt. „Chodź ze mną”, wyprodukowany przez Jogursia Kilera a partie wokalne zaśpiewała Magda „Jazzy” Dzięgiel. Utwór zadebiutował na liście Gorącej 20 radia Eska Tv oraz był puszczany w wielu stacjach radiowych. Singiel rozszedł się w nakładzie 20 tys. zdobywając status platynowy.

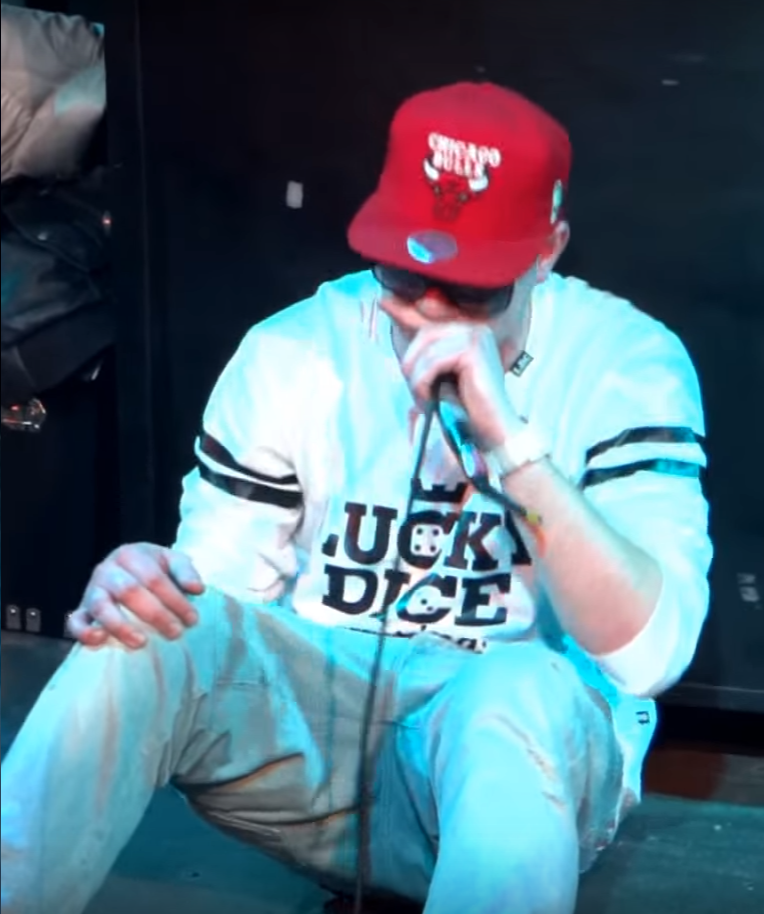
Sitek podczas koncertu w Poznaniu, 2014

### 2016–2017:Wielkie Sny
12 stycznia 2016 roku wyszedł piąty singiel promujący solowy album pt. "Chce tylko moich ludzi". Produkcją utworu zajął się JNR za mix i master odpowiada Grrracz. Tym samym raper ogłosił, że jego pierwsza płyta wyjdzie pod nazwą Wielkie Sny i zapowiedział premierę na 2016 rok. Album tym samym trafił na listy "Najbardziej oczekiwanych albumów 2016 roku" według serwisów Codzinnej Gazety Muzycznej - CGM i Glamrap.pl. Album został również pochopnie wystawiony na listę „Płyty, które się nie ukazały, a powinny” serwisu Glamrap.pl. W kwietniu 2016 roku w wywiadzie dla strony Hip-Hop.pl raper B.R.O. wypowiedział się, że Sitek popełnił błąd nie wydając swojej płyty gdy osiągnął znaczną popularność. Raper pobił rekord Abradaba, „Ból”, jako pierwszy singiel promujący płytę, wyszedł 2011, tym samym Wielkie sny to najdłużej zapowiadany album w polskim rapie.  5 września 2016 roku wyszedł szósty już singiel promujący płytę, pt. „Chcemy być wyżej”. Producentem jest Enzu i znowu JNR, natomiast sam teledysk został nakręcony w Nicei i Monako. Singiel okazał się wielkim hitem komercyjnym sprzedając się w ilości 100 000 kopii, zdobywając status diamentowej płyty. W tym roku wówczas zaczęły krążyć plotki, jako by artysta miał nagrać wspólną płytę z raperem Tede. W październiku 2016 roku raper ujawnił datę premiery jego płyty, która odbędzie się 2 grudnia 2016 roku. 21 października 2016 roku  raper pokazał trailer teledysku z nowego singla i ujawnił, że gościnnie pojawi się w nim raper Tede. W październiku  raper ujawnił, że kolejni goście na płycie to raperzy Białas, Paluch, Sztoss i ReTo. 3 listopada 2016 roku wyszedł siódmy singiel promujący płytę pt. "Moja Natura" wraz z Tede. Tego samego dnia ruszyła przedsprzedaż płyty, została ujawniona okładka edycji limitowanej oraz tracklista, na której nie pojawił się pierwszy singiel „Ból”. W ramach promocji raper wydał też limitowaną serię odzieży wzorowanej na motywach płyty. 19 listopada 2016 roku artysta zapowiedział, że nagrywa teledysk z raperami Białas i Paluch. 23 listopada 2016 roku ukazuje się kolejny singiel promujący płytę, pt. „Im więcej” z gościnnym udziałem Palucha i Białasa, za produkcje odpowiedzialny jest Sergiusz. 28 listopada 2016 roku ukazał się ostatni singiel promujący płytę pt. "Hephaistos", w tej wersji bez gościnnej zwrotki Potera. 2 grudnia 2016 roku premiera miała jego pierwsza solowa płyta pt. Wielkie Sny. 16 grudnia 2016 roku odbył się koncert premierowy w klubie Alibi we Wrocławiu, gdzie zaprosił na scenę swoją mamę podczas grania utworu „One”. Album zadebiutował na 5. miejscu Polskiej listy przebojów - OLiS i utrzymywał się na niej 9 tygodni, sprzedając się w 40 000 sztukach zdobywając status platynowej płyty. W 2017 roku raper wyruszył  w trasę koncertową pt. Wielkie Sny Tour gdzie zaprezentował nagrania pochodzące z albumu. Portal internetowy Glamrap.pl przyznał mu Debiut Roku w 2016. Singiel "Hephaistos" został nominowany do Singla roku 2016 w plebiscycie WuDoo i Hip-hop.pl. Sam raper został nominowany do tytułu Polski Artysta Roku 2016 w tym samym plebiscycie.

### Od 2017:Nowy vibe
2 lutego 2017 roku raper udzielił wywiadu dla Kuby Stemplowskiego, gdzie zapowiedział, że zaczyna pracę nad nową płytą. Tym samym raper ruszył w drugą część swojej trasy koncertowej promującej swoją pierwszą płytę odwiedzając m.in. Kraków, Zieloną Górę czy Katowice. 22 marca 2017 roku Sitek udzielił wywiadu dla Bartka Ciesielskiego, gdzie wypowiedział słowa „Na scenie nie ma już miejsca na trzydziestoparolatków”. Zdanie to wywołało poruszenie w polskim środowisku hip-hopowym, raper został skrytykowany m.in. przez raperów z Miejskiego Sortu, Ero czy Peja, którzy nie zgodzili się ze słowami artysty. Raper odniósł się do sprawy, że jego słowa zostały źle zrozumiane i wyciągnięte z kontekstu przez portal internetowy Popkiller.pl oraz nie rozumie skąd krytyka na niego. 10 kwietnia 2017 wystąpił gościnie wraz z Paluchem, Białasem, Żabsonem, Kastą oraz Matheo w utworze „Cztery korony” który zapowiada 39 galę Konfrontacji Sztuk Walki Colosseum na Stadionie Narodowym. W czerwcu raper wystąpił jako gość specjalny na 41. urodzinach Tedego w Mielnie. Tego samego roku udzielił się gościnnie na albumie piosenkarki Cleo, pt. Bastet, gdzie dograł gościnną zwrotkę do utworu „Pali się” oraz gościnnie na albumie rapera Białasa, pt. Polon do utworu „Bida”, do obu zrealizowano teledysk. W 2018 roku raper zapowiedział nowy singiel na marzec. 20 marca 2018 roku ukazuje się pierwszy singiel zapowiadający nowy album, pt. "280", gdzie wokalnie w refrenie udziela się zespół Sistars. Raper stwierdził, że to jeden z jego najbardziej osobistych numerów, opowiadający o dzieciństwie w bloku o numerze 280. 19 lipca 2018 roku premierę ma drugi singiel pt. "Zapiera dech". 18 września 2020 roku premierę miał album „Novy Vibe”, który został chłodno przyjęty przez krytyków.

## Dyskografia

### Albumy
| Rok  | Album                                                                                       | Najwyższa pozycja na liście | Sprzedaż      | Certyfikat              |
| Rok  | Album                                                                                       | POL                         | Sprzedaż      | Certyfikat              |
| ---- | ------------------------------------------------------------------------------------------- | --------------------------- | ------------- | ----------------------- |
| 2016 | Wielkie Sny - Data: 2 grudnia 2016 - Wydawca: wydanie własne - Format: CD, digital download | 5                           | - POL: 40 000 | - ZPAV: platynowa płyta |
| 2020 | Nowy Vibe - Data: 18 września 2020 - Wydawca: wydanie własne - Format: CD, digital download | 6                           |               |                         |

### Single
| Rok                                                      | Tytuł                                   | Najwyższe pozycje na listach | Najwyższe pozycje na listach | Najwyższe pozycje na listach | Najwyższe pozycje na listach | Certyfikat               | Album               |
| Rok                                                      | Tytuł                                   | ESKA                         | LUZ                          | HHTV                         | MHL                          | Certyfikat               | Album               |
| -------------------------------------------------------- | --------------------------------------- | ---------------------------- | ---------------------------- | ---------------------------- | ---------------------------- | ------------------------ | ------------------- |
| 2011                                                     | „Ból" (gościnnie: Ero)                  | —                            | —                            | —                            | —                            |                          | Singiel niealbumowy |
| 2014                                                     | „Pomóż mi wstać"                        | —                            | —                            | —                            | —                            | - ZPAV: platynowa płyta  | Wielkie Sny         |
| 2014                                                     | „Trudny Charakter"                      | —                            | —                            | —                            | —                            |                          | Wielkie Sny         |
| 2015                                                     | „Chodź ze mną"                          | 20                           | 2                            | —                            | 16                           | - ZPAV: platynowa płyta  | Wielkie Sny         |
| 2016                                                     | „Chce tylko moich ludzi"                | —                            | —                            | —                            | —                            |                          | Wielkie Sny         |
| 2016                                                     | „Chcemy być wyżej"                      | —                            | —                            | —                            | —                            | - ZPAV: diamentowa płyta | Wielkie Sny         |
| 2016                                                     | „Moja Natura" (gościnnie: Tede)         | —                            | —                            | 1                            | —                            |                          | Wielkie Sny         |
| 2016                                                     | „Im więcej" (gościnnie: Białas, Paluch) | —                            | —                            | —                            | —                            |                          | Wielkie Sny         |
| 2016                                                     | „Hephaistos"                            | —                            | —                            | —                            | —                            |                          | Wielkie Sny         |
| 2018                                                     | „280"                                   | —                            | —                            | —                            | —                            |                          | Singiel niealbumowy |
| 2018                                                     | „Zapiera dech"                          | —                            | —                            | —                            | —                            |                          | Singiel niealbumowy |
| 2019                                                     | „Co chcą zrobić" (gościnnie: Sarius)    | —                            | —                            | —                            | —                            |                          | Nowy Vibe           |
| 2019                                                     | „Mam Chill" (gościnnie: Otsochodzi)     | —                            | —                            | —                            | —                            |                          | Singiel niealbumowy |
| 2020                                                     | „Mango"                                 | —                            | —                            | —                            | —                            |                          | Nowy Vibe           |
| 2020                                                     | „Syzyf"                                 | —                            | —                            | —                            | —                            |                          | Nowy Vibe           |
| 2020                                                     | „Filar" (gościnnie: Kasta)              | —                            | —                            | —                            | —                            |                          | Nowy Vibe           |
| 2020                                                     | „Snajper"                               | —                            | —                            | —                            | —                            |                          | Nowy Vibe           |
| „—” oznacza, że singel nie był notowany na danej liście. |                                         |                              |                              |                              |                              |                          |                     |

Inne notowane utwory
| Rok                                                      | Tytuł                                                  | Najwyższe pozycje na listach | Najwyższe pozycje na listach | Najwyższe pozycje na listach | Najwyższe pozycje na listach | Najwyższe pozycje na listach | Najwyższe pozycje na listach | Najwyższe pozycje na listach | Najwyższe pozycje na listach | Album               |
| Rok                                                      | Tytuł                                                  | POL                          | SLiP                         | RMF                          | FaMa                         | ZET                          | ARB                          | HHTV                         | MAX                          | Album               |
| -------------------------------------------------------- | ------------------------------------------------------ | ---------------------------- | ---------------------------- | ---------------------------- | ---------------------------- | ---------------------------- | ---------------------------- | ---------------------------- | ---------------------------- | ------------------- |
| 2014                                                     | Cleo – "Cicha woda" (gościnnie: Sitek)                 | 11                           | 29                           | 4                            | —                            | 7                            | —                            | —                            | 19                           | Hiper/Chimera       |
| 2016                                                     | Deemz – "Showgirls" (gościnnie: Sitek, VNM, Smolasty)  | —                            | —                            | —                            | —                            | —                            | —                            | 8                            | —                            | Singiel niealbumowy |
| 2017                                                     | Paluch, Białas, Żabson, Kasta, Sitek – "Cztery korony" | —                            | —                            | —                            | —                            | —                            | —                            | 1                            | —                            | Singiel niealbumowy |
| 2017                                                     | Cleo – "Pali się" (gościnnie: Sitek)                   | —                            | 49                           | —                            | 13                           | —                            | 16                           | —                            | —                            | Bastet Deluxe       |
| „—” oznacza, że singel nie był notowany na danej liście. |                                                        |                              |                              |                              |                              |                              |                              |                              |                              |                     |

Gościnne występy
| Rok  | Tytuł                                                                        | Album                        |
| ---- | ---------------------------------------------------------------------------- | ---------------------------- |
| 2009 | Buszu – "Czyja jest gra" (gościnnie: Al Paciwo, Sitek)                       | Demo EP                      |
| 2010 | Temate, DJ Prox – "Nie ma mnie tam" (gościnnie: Sitek)                       | O jeden joint za daleko      |
| 2011 | Chada – "Niesiemy prawdę" (gośc: Hukos, Pezet, Sitek, Pih, Donguralesko)     | WGW                          |
| 2011 | DonGuralesko – "Pięć" (gościnnie: Sitek, Shellerini)                         | Projekt Jeden z Życia Moment |
| 2012 | WhiteHouse – "Następny rozdział" (gościnnie: Blasq, Oma, Sitek)              | Kodex IV                     |
| 2012 | Donatan – "Zew" (gościnnie: B.R.O., Zbuku, Sitek)                            | Równonoc. Słowiańska Dusza   |
| 2012 | DJ Prox – "Nie zaprzeczysz / Do zobaczenia" (gościnnie: VNM, Sitek)          | Oldschool                    |
| 2012 | DJ Kebs – "Plaża" (gościnnie: Parzel, Sokol, Sitek)                          | Prosto Mixtape Kebs          |
| 2012 | Sitek, Buszu – "Kto jak nie my"                                              | Singiel niealbumowy          |
| 2012 | Onar – "Miejsce w oparach absurdu" (gościnnie: Paluch, Sitek)                | Przemytnik Emocji            |
| 2012 | Chada – "Dranie tak mają" (gościnnie: Huko, Sitek, B.R.O.)                   | Jeden z Was                  |
| 2013 | Temate – "Nie chcę spadać w dół" (gościnnie: Sitek, Stohu)                   | Tematycznie                  |
| 2013 | Tede – "Oni wiedzą" (gościnnie: Sitek)                                       | Elliminati                   |
| 2013 | Kajman – "Radio 5g FM" (gościnnie: Buszu, Dejan, Borixon, Sitek)             | Prototyp                     |
| 2013 | Bezczel – "Proforma 2" (gościnnie: Ero, Ede, Sitek, Poszwixxx, Pyskaty, VNM) | A.D.H.D                      |
| 2014 | WhiteHouse – "Oczy Mona Lisy" (gościnnie: DonGuralesko, Sitek, Buszu)        | Kodex 5 Elements             |
| 2014 | Cleo – "Cicha woda" (gościnnie: Sitek)                                       | Hiper/Chimera                |
| 2014 | Quebonafide – "Ciuchy, Kobiety" (gościnnie: Sitek, Dwa Sławy, Ras)           | Ezoteryka                    |
| 2014 | Sitek, VNM, JNR, Stochu – "Moja wina, twój błąd"                             | Lucky Dice Radio             |
| 2015 | Chada, Bezczel, Z.B.U.K.U. – "Zejdź mi z drogi" (gościnnie: Sitek)           | Kontrabanda                  |
| 2015 | VNM, Rasmentalism, Sitek, Gedz, Sariuss, JNR – "Dream Team Tour"             | Singiel niealbumowy          |
| 2016 | Deemz – "Showgirls" (gościnnie: Sitek, VNM, Smolasty)                        | Singiel niealbumowy          |
| 2017 | Paluch, Białas, Żabson, Kasta, Sitek – "Cztery korony"                       | Singiel niealbumowy          |
| 2017 | Cleo – "Pali się" (gościnnie: Sitek)                                         | Bastet Deluxe                |
| 2017 | Białas – "Bida" (gościnnie: Sitek)                                           | Polon                        |
| 2018 | Sitek – "Mogę wszystko" (Projekt Tymczasem)                                  | Singiel niealbumowy          |
| 2019 | Donatan & RL – "Mansa Musa" (gościnnie: Sitek, ReTo, donGuralesko)           | Stamina                      |
| 2019 | Feduk – "Moryak" (gościnnie: Sitek)                                          | More Love                    |

### Teledyski
| Rok  | Tytuł                                   | Reżyseria                  | Album               |
| ---- | --------------------------------------- | -------------------------- | ------------------- |
| 2011 | "Ból" (gościnnie: Ero)                  | New Decade Media           | Singiel niealbumowy |
| 2014 | "Pomóż mi wstać"                        | OGfilms / New Decade Media | Wielkie Sny         |
| 2014 | "Trudny Charakter"                      | Dirt Video                 | Wielkie Sny         |
| 2015 | "Chodź ze mną"                          | Dirt Video                 | Wielkie Sny         |
| 2016 | "Chcę tylko moich ludzi"                | OG Films                   | Wielkie Sny         |
| 2016 | "Chcemy być wyżej"                      | OG Films                   | Wielkie Sny         |
| 2016 | "Moja Natura" (gościnnie: Tede)         | OG Films                   | Wielkie Sny         |
| 2016 | "Im więcej" (gościnnie: Białas, Paluch) | OG Films                   | Wielkie Sny         |
| 2016 | "Hephaistos"                            | OG Films                   | Wielkie Sny         |
| 2018 | "280"                                   | OG Films                   | TBA                 |
| 2018 | "Zapiera dech"                          | OG Films                   | TBA                 |

Gościnne występy
| Rok  | Tytuł                                                                        | Reżyseria                  | Album                        |
| ---- | ---------------------------------------------------------------------------- | -------------------------- | ---------------------------- |
| 2009 | Buszu – "Czyja jest gra" (gościnnie: Al Paciwo, Sitek)                       | OG Films                   | Demo EP                      |
| 2011 | Chada – "Niesiemy prawdę" (gośc: Hukos, Pezet, Sitek, Pih, Donguralesko)     | Dirt Video                 | WGW                          |
| 2011 | DonGuralesko – "Pięć" (gościnnie: Sitek, Shellerini)                         | Smoła Studio               | Projekt Jeden z Życia Moment |
| 2012 | DJ Prox – "Nie zaprzeczysz / Do zobaczenia" (gościnnie: VNM, Sitek)          | New Decade Media           | Oldschool                    |
| 2012 | Sitek, Buszu – "Kto jak nie my"                                              | Rap One Shot               | Singiel niealbumowy          |
| 2012 | Onar – "Miejsce w oparach absurdu" (gościnnie: Paluch, Sitek)                | Sensi&.                    | Przemytnik Emocji            |
| 2012 | Chada – "Dranie tak mają" (gościnnie: Huko, Sitek, B.R.O.)                   | Endorfina Artmedia         | Jeden z Was                  |
| 2013 | Kajman – "Radio 5g FM" (gościnnie: Buszu, Dejan, Borixon, Sitek)             | OGfilms / New Decade Media | Prototyp                     |
| 2013 | Bezczel – "Proforma 2" (gościnnie: Ero, Ede, Sitek, Poszwixxx, Pyskaty, VNM) | Bieniek Film & InSane Film | A.D.H.D                      |
| 2014 | WhiteHouse – "Oczy Mona Lisy" (gościnnie: DonGuralesko, Sitek, Buszu)        | Grupa 13                   | Kodex 5 Elements             |
| 2014 | Cleo – "Cicha woda" (gościnnie: Sitek)                                       | 19                         | Hiper/Chimera                |
| 2014 | Sitek, VNM, JNR, Stochu – "Moja wina, twój błąd"                             | Video Clip                 | Lucky Dice Radio             |
| 2015 | VNM, Rasmentalism, Sitek, Gedz, Sariuss, JNR – "Dream Team Tour"             | R5Films                    | Singiel niealbumowy          |
| 2016 | Deemz – "Showgirls" (gościnnie: Sitek, VNM, Smolasty)                        | M.L. Filmz                 | Singiel niealbumowy          |
| 2017 | Paluch, Białas, Żabson, Kasta, Sitek – "Cztery korony"                       | Maciej Kawulski            | Singiel niealbumowy          |
| 2017 | Białas – "Bida" (gościnnie: Sitek)                                           | Maffija Film Studio        | Polon                        |
| 2017 | Cleo – "Pali się" (gościnnie: Sitek)                                         | Michał Konrad              | Bastet Deluxe                |
| 2018 | Sitek – "Mogę wszystko" (Projekt Tymczasem)                                  | Papaya Films               | Singiel niealbumowy          |

## Trasy koncertowe
Solowe
- Wielkie Sny Tour (2016–2018)[68]

Współpraca
- Dream Team Tour (z VNM, Rasmentalism, Gedz, Sarius, JNR) (2015)[37]

## Nagrody i wyróżnienia
| Rok  | Kategoria                | Tytułem               | Nagroda                   | Uwagi     | Źródło  |
| ---- | ------------------------ | --------------------- | ------------------------- | --------- | ------- |
| 2014 | Najlepsze video          | "Cicha woda" (z Cleo) | Eska Music Awards 2014    | Nominacja | [ 110 ] |
| 2017 | Debiut roku 2016         | Sitek                 | Glam Rap                  | Wygrana   | [ 8 ]   |
| 2017 | Singiel roku 2016        | "Hephaistos"          | Plebiscyt WuDoo & Hip-Hop | Nominacja | [ 66 ]  |
| 2017 | Polski artysta roku 2016 | Sitek                 | Plebiscyt WuDoo & Hip-Hop | Nominacja | [ 9 ]   |